# Facultad de Ingeniería y Ciencias (Universidad Adolfo Ibáñez)
La Facultad de Ingeniería y Ciencias forma parte del conjunto de facultades de la Universidad Adolfo Ibáñez en las ciudades de Santiago y Viña del Mar, en Chile.

## Orígenes y crecimiento
La Facultad de Ingeniería y Ciencias de la Universidad Adolfo Ibáñez fue fundada en 1989, con la apertura de la carrera de Ingeniería Civil Industrial en Viña del Mar. En 1999, la facultad inició su expansión hacia Santiago, marcando así el inicio de su consolidación como una unidad académica compleja, enfocada en la formación de profesionales con excelencia, liderazgo y capacidad de impacto en los sectores público y privado.
A lo largo de sus 35 años de historia, la facultad ha experimentado un notable crecimiento, integrando una sólida docencia con investigación de vanguardia, innovación tecnológica y una activa vinculación con el medio. Actualmente, ofrece 9 carreras de pregrado (tres de ellas acreditadas internacionalmente por ABET), un programa de bachillerato, 12 magísteres profesionales, tres magísteres académicos y tres programas de doctorado pioneros en el país.
Cuenta con un cuerpo académico conformado por cerca de 120 profesoras y profesores de planta, junto a un equipo de colaboradores y una comunidad estudiantil compuesta por más de 3.800 estudiantes de pregrado y 800 de postgrado. La facultad se distingue por su compromiso con la calidad docente y por la producción de investigación relevante a nivel nacional e internacional.
Actualmente, la facultad se encuentra en proceso de diseño de un nuevo plan estratégico al 2030, centrado en la consolidación de sus avances recientes y en la incorporación de dos ejes fundamentales: la innovación y transferencia tecnológica, y el bienestar y desarrollo de su comunidad universitaria. 
La Facultad de Ingeniería y Ciencias busca que la ingeniería y la ciencia se conviertan en motores de bienestar y desarrollo sostenible para Chile y el mundo, con impacto en el presente y proyección hacia el futuro.

## Postgrados
Se imparten tres programas de doctorado: Doctorado en Ingeniería de Sistemas Complejos, Doctorado en Data Science y Doctorado en Ingeniería Industrial e Investigación de Operaciones. También la facultad imparte tres magísteres académicos: Magíster en Ciencias de la Ingeniería, Master of Science in Data Science y Magíster en Ingeniería Industrial e Investigación de Operaciones. Además se imparten los programas de:  
- Magíster en Inteligencia Artificial
- Magíster en Chief Data Officer
- Magíster en Ciberseguridad ·
- Magíster en Ingeniería Industrial .
- Magíster en Data Science
- Magíster en Tecnologías y Gestión de Energías Renovables
- Magíster en Gestión y Tecnologías del Agua
- Magíster en Evaluación y Gestión de Proyectos
- Magíster en Project Management
- Magíster en Modelamiento Geoestadístico de Depósitos Minerales
- Magíster en Gestión y Emprendimiento Tecnológico
- Magíster en Regulación (compartido con la Facultad de Derecho)

## Centros de Investigación
Con miras a ser un referente nacional e internacional en la formación de futuros ingenieros e ingenieras a través de una educación de excelencia y de vanguardia, hemos avanzado en la implementación y/o participación en nuevas iniciativas y en dar un nuevo impulso a otras ya existentes.
La Facultad de Ingeniería y Ciencias busca ser un referente nacional e internacional, entregando una educación de excelencia y de vanguardia que, junto a la generación de conocimiento de frontera, trascienda al ámbito público y privado impactando positivamente en el desarrollo integral y sostenible de nuestra sociedad.
El Center for Energy Transition (CENTRA), de la Facultad de Ingeniería y Ciencias de la Universidad Adolfo Ibáñez, realiza y transfiere investigación interdisciplinaria que permite a la sociedad avanzar en una transición energética hacia sistemas de suministro y uso de energía económicos, amigables con el medioambiente, socialmente aceptables y seguros.
El Bioengenieering Center es una unidad de investigación aplicada de la Facultad de Ingeniería y Ciencias de la Universidad Adolfo Ibáñez (UAI), con sede en el campus Viña del Mar. Su objetivo principal es desarrollar soluciones biotecnológicas sostenibles mediante la integración de la ingeniería, las ciencias biológicas y la innovación tecnológica. 
El Centro de Inteligencia Territorial (CIT) es una unidad académica de la Universidad Adolfo Ibáñez (UAI), fundada en 2011. Está conformado por un equipo multidisciplinario de profesionales dedicados a la investigación científica aplicada, con el objetivo de desarrollar soluciones y herramientas para abordar problemáticas territoriales complejas.

## Carreras
La Facultad de Ingeniería y Ciencias de la Universidad Adolfo Ibáñez ofrece una diversa oferta académica de pregrado orientada a la formación en áreas clave como la ingeniería, la tecnología y la sostenibilidad. Sus programas combinan formación teórica y práctica, con el objetivo de preparar a profesionales para enfrentar los desafíos del entorno actual desde una perspectiva interdisciplinaria.
- Ingeniería Civil
- Ingeniería Civil Industrial
- Ingeniería Civil en Minería
- Ingeniería Civil en Bioingeniería
- Ingeniería Civil en Energía
- Ingeniería Civil en Informática
- Ingeniería Civil Mecánica
- Ingeniería en Computer Science
- Ingeniería Aeroespacial
- Doble título: Arquitectura + Ingeniería Civil Industrial